# Krzywianka (dopływ Raby)
Krzywianka, Krzywiczanka – potok, prawy dopływ Raby o długości 5,07 km i powierzchni zlewni 9,94 km².
Potpok wypływa na wysokości około 545 m n.p.m., na południowo-zachodnich stokach grzbietu Łysina – Działek w grzbiecie głównym Pasma Lubomira i Łysiny. Spływa w południowym, potem południowo-zachodnim kierunku i na wysokości 313 m uchodzi do Raby.
Orograficznie prawe zbocza Krzywianki tworzy grzbiet Krzywickiej Góry, zbocza lewe zaś grzbiet odchodzący od głównej grani Pasma Lubomira i Łysiny w północno-zachodnim kierunku, i poprzez Banię opadający do doliny Raby. Dolina Krzywianki jest w większości bezleśna, zajęta przez pola uprawne i zabudowania należącego do Pcimia przysiółka Krzywice.